# Faiz Benatallah
Faiz Benatallah
Fullständigt namn: Faiz Abdelaziz Benatallah
Född: 24 juli 1999 i Messaad, Wilaya Djelfa, Algeriet
Nationalitet: Algerisk-Svensk
Position: Anfallare / Vänsterytter
Nuvarande klubb: Jönköpings Södra IF (Division 1)
Biografi
Faiz Abdelaziz Benatallah (född 24 juli 1999 i Messaad, provinsen Djelfa, Algeriet) är en algerisk-svensk fotbollsspelare som spelar för Jönköpings Södra IF. Han är anfallare och offensiv mittfältare, känd för sin teknik, målfarlighet och arbetskapacitet.
Benatallah inledde sin fotbollskarriär i Algeriet hos ungdomsklubben Amal Riyadhi Baladiet Messaad (ARBM), där han bland annat vann den algeriska cupen i ungdomskategorin. Han flyttade senare till Sverige, där han etablerade sig inom svensk fotboll.
Klubblagskarriär
Västerviks FF (2016–2020)
Benatallah började sin svenska seniorkarriär i Västerviks FF, där han spelade från 2016 till 2020. Under säsongen 2019 gjorde han tolv mål och blev lagets främste målskytt när klubben vann division 4. I den kortade säsongen 2020 stod han för fem mål i division 3.
Oskarshamns AIK
Efter framgångarna i Västervik gick Benatallah vidare till Oskarshamns AIK, där han skrev på ett tvåårskontrakt och etablerade sig som mittfältare/anfallare i division 1.
Husqvarna FF (2021–2022)
Inför säsongen 2021 värvades han av Husqvarna FF i division 2. Där beskrevs han som en aggressiv, teknisk och jobbig spelare att möta i straffområdet. Han blev matchvinnare i flera matcher, bland annat mot Varbergs GIF där han gjorde matchens enda mål. Benatallah stod för 14 mål och flertalet assister under säsongen.
IFK Berga och AF Elbasani (2023)
Under 2023 spelade han för IFK Berga i division 2. I december samma år lämnade han klubben för spel i den albanska andraligan med AF Elbasani, där han noterades för 3 mål på 12 matcher.
Assyriska IK (2024)
Säsongen 2024 representerade han Assyriska IK i division 4. Han gjorde stor succé och blev lagets främste målskytt med 29 mål på 18 matcher. Hans insats bidrog starkt till att laget vann serien och avancerade till division 3.
Jönköpings Södra IF (2025– )
I februari 2025 skrev Benatallah kontrakt med Jönköpings Södra IF, då i division 1. Kontraktet sträcker sig till och med 2026. Han gjorde omgående debut och blev snabbt en nyckelspelare.
I maj 2025 blev han matchhjälte genom att göra det avgörande målet i en              1–0 seger mot BK Olympic. Han har hyllats för sin professionalism, positiva attityd och sin offensiva spelstil.
Spelstil
Faiz Benatallah är en teknisk spelare med god spelförståelse, hög arbetskapacitet och stark pressförmåga. Han är målfarlig i straffområdet och beskriver själv sina förebilder som Neymar, Cristiano Ronaldo samt tränaren och mentorn Sonny Karlsson.